# 1. VC Wiesbaden
1. VC Wiesbaden  - żeński klub piłki siatkowej z Niemiec. Został założony w 1977 roku z siedzibą w mieście Wiesbaden. Występuje w Volleyball Bundesliga kobiet.

## Sukcesy
- Mistrzostwo Niemiec:
  -  2009/2010